# Jocou
Il Jocou (2.051 m s.l.m.) è una montagna delle Prealpi del Vercors nelle Prealpi del Delfinato. Si trova lungo il confine tra i dipartimenti francesi dell'Isère e della Drôme.
Il monte si trova ad ovest del Colle della Croix Haute ed a nord del Colle di Grimone.